# Catherine Sedley, Contesă de Dorchester

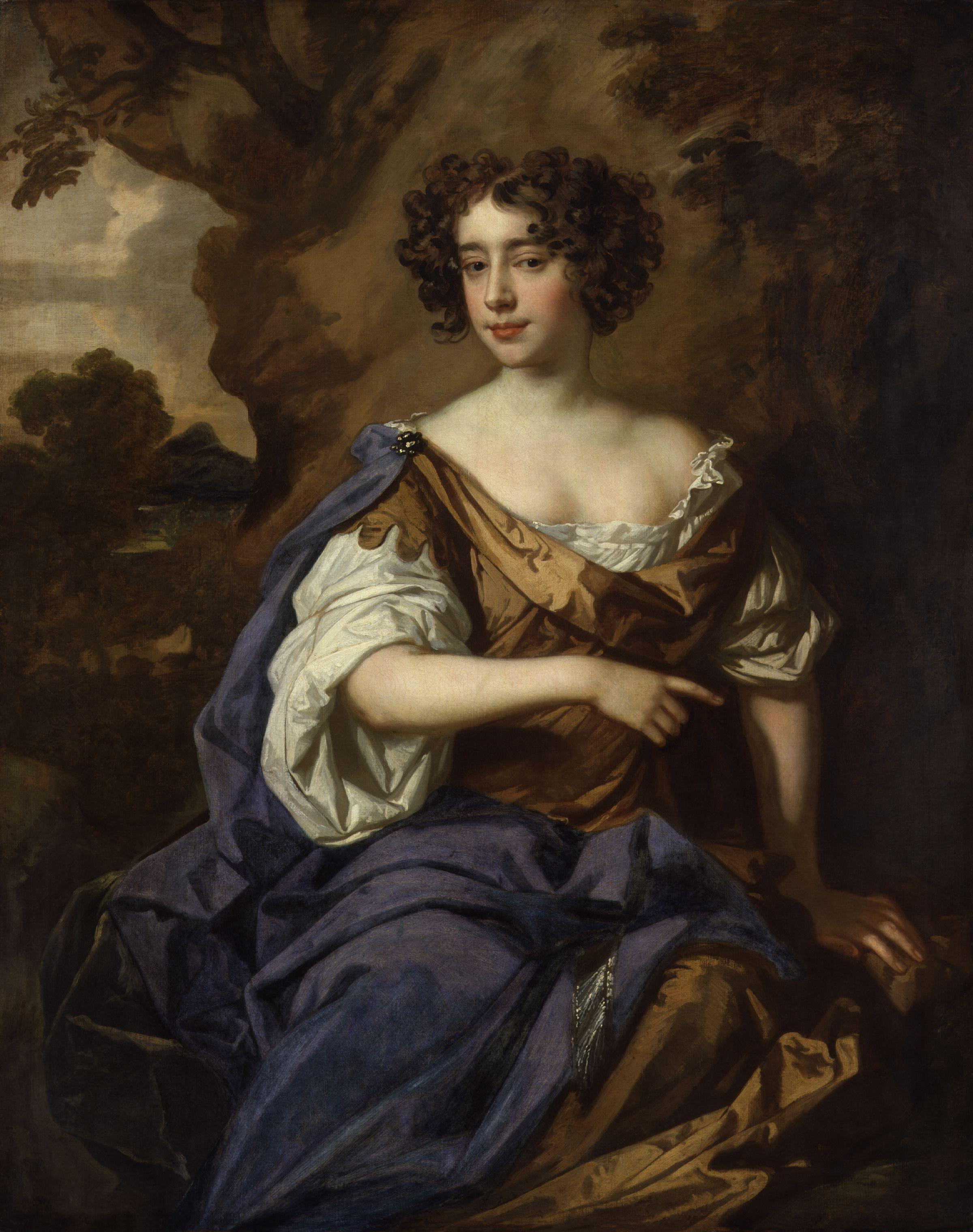
Contesa de Dorchester, pictură de Sir Peter Lely, c. 1675.

Catherine Sedley, Contesă de Dorchester, Contesă de Portmore (21 decembrie 1657 – 26 octombrie 1717), fiica lui Sir Charles Sedley, a fost metresa regelui Iacob al II-lea al Angliei. Catherine nu a fost remarcată pentru frumusețea, ci pentru istețimea, umorul și limba ascuțită.

## Biografie
Catherine a fost singurul copil legitim al poetului Sir Charles Sedley. Mama ei a fost Lady Catherine Savage, fiica lui John Savage, al 2-lea Conte Rivers. La începutul adolescenței Catherinei, în timp ce tatăl ei chefuia în Anglia, mama ei a fost internată într-un spital psihiatric. Sir Charles a scos-o pe Catherine din casă și s-a recăsătorit cu Anne Ayscough, o femeie fără legături nobile.

### Metresă regală
Ea a lucrat pentru prințesa italiană Mary de Modena, care abia se căsătorise cu Iacob, Duce de York, moștenitorul tronului britanic. În cele din urmă acest lucru a dus la o relație cu Iacob.. Ea a fost uluită de alegerea lui Iacob. "Nu poate fi frumusețea mea pentru el trebuie să vadă că nu există," a remarcat neîncrezătoare. "Și nu poate fi spiritul meu, pentru că el nu are suficient să știe că eu am." De fapt, Iacob a fost atras adeseori de femei considerate în general simple dacă nu urâte; fratele lui, Carol al II-lea, a glumit odată că duhovnicul lui trebuie că-i impune aceste metrese ca pe o penitență.
A fost numită contesă de Dorchester pe viață în 1686, situație care a stârnit multă indignare și a obligat-o pe Catherine să locuiască pentru o vreme în Irlanda. În 1696 ea s-a căsătorit cu Sir David Colyear, care a fost numit conte de Portmore în 1703. Cei doi soți au avut doi copii: David și Charles.
După Revoluția Glorioasă, când regina Maria a II-a a refuzat să o primească la Curte, Catherine s-a întrebat cum Maria, care a încălcat porunca tatălui ei, era privită mai bine decât ea, care a încălcat regula împotriva adulterului.
La curtea regelui George I, ea a întâlnit-o pe Louise de Kérouaille, Ducesă de Portsmouth și pe metresa regelui William al III-lea, Elizabeth Hamilton, Contesă de Orkney, și a exclamat: "Dumnezeule! Cine credea că noi cele trei târfe o să ne întâlnim aici."
A murit la Bath la 26 octombrie 1717, la vârsta de 60 de ani, când rangul ei nobil s-a sfârșit.
Cu Iacob al II-lea, Lady Dorchester a avut o fiică, Lady Catherine Darnley (d. 1743), care s-a căsătorit cu James Annesley, al 3-lea conte de Anglesey, și după decesul acestuia, s-a căsătorit cu John Sheffield, primul Duce de Buckingham și Normanby. Prin Catherine Darnely ea este strămoașa baronilor Mulgrave și a surorilor Mitford. Prin fiul ei, Charles, Lord Portmore, ea este bunica lui Elizabeth Collier, soția lui Erasmus Darwin, doctor, om de știință, poet și bunicul lui Charles Darwin.

## Biografie
- Holloway, Susan Scott (2010). The Countess and the King: A Novel of the Countess of Dorchester and King James II.,  ISBN 0-451231155.